# Константинеску Герасим
Герасим Константине́ску (рум. Gherasim Constantinescu; 22 березня 1902, Криничне — 3 липня 1979, Бухарест) — румунський вчений в області виноградарства. Доктор сільськогосподарських наук з 1941 року, професор з 1945 року, член-кореспондент АН СРР з 1963 року і Академії сільського і лісового господарства СРР, член Італійської академії винограду і вина з 1963 року. Експерт з 1962 року, у 1968—1971 роках президент і у 1971—1979 роках почесний президент Міжнародної організації виноградарства і виноробства.

## Біографія
Народився 22 березня 1902 року в селі Криничному (нині Болградського району Одеської області). З 1929 року на науковій та педагогічній роботі у Бухарестському та Тімішоарському університетах, в НДІ сільського господарства, НДІ садівництва і виноградарства, директор НДІ виноградарства і виноробства Валя Келугеряске.
Помер в Бухаресті 3 липня 1979 року.

## Наукова діяльність
Зробив великий внесок у визначення тематики наукових досліджень по виноградарству та створення мережі дослідних виноградарських станцій у Румунії, а також в підготовку фахівців вищої кваліфікації для виноградарства країни. Автор понад 400 наукових робіт, більшість яких присвячена вивченню винограду, розвитку і модернізації виноградарства Румунії.

## Відзнаки
- 1964 — Лауреат Державної премії Румунії за капітальну працю «Ампелографія Румунії» у 8-ми томах
- 1968 — Гран-прі Міжнародної організації виноградарства і виноробства
- Орден Праці (Румунія)[ro]